# Tanisha Wright
Tanisha Lovely Wright (Brooklyn, 20 de noviembre de 1983) es una baloncestista estadounidense de la Women's National Basketball Association (WNBA) que ocupa la posición de Base. Fue reclutada por los Seattle Storm en la primera ronda del Draft de la WNBA de 2005.

## Estadísticas

### Totales
| Año                                                                                              | Equipo | J   | JI  | MJ   | TC   | ITC  | TC%  | 3P  | 3PA | 3P%  | 2P  | 2PA  | 2P%  | TL  | ITL | TL%  | RBO | RBD | RBT | AST  | STL | BLK | TOV | PF  | PTS  |
| ------------------------------------------------------------------------------------------------ | ------ | --- | --- | ---- | ---- | ---- | ---- | --- | --- | ---- | --- | ---- | ---- | --- | --- | ---- | --- | --- | --- | ---- | --- | --- | --- | --- | ---- |
| 2005                                                                                             | SEA    | 34  | 8   | 528  | 49   | 106  | .462 | 0   | 1   | .000 | 49  | 105  | .467 | 24  | 36  | .667 | 20  | 37  | 57  | 53   | 18  | 3   | 40  | 60  | 122  |
| 2006                                                                                             | SEA    | 33  | 0   | 508  | 42   | 119  | .353 | 2   | 14  | .143 | 40  | 105  | .381 | 38  | 45  | .844 | 19  | 41  | 60  | 41   | 11  | 2   | 52  | 53  | 124  |
| 2007                                                                                             | SEA    | 34  | 5   | 547  | 50   | 125  | .400 | 6   | 22  | .273 | 44  | 103  | .427 | 33  | 39  | .846 | 17  | 26  | 43  | 69   | 31  | 2   | 55  | 56  | 139  |
| 2008                                                                                             | SEA    | 34  | 14  | 808  | 108  | 250  | .432 | 4   | 24  | .167 | 104 | 226  | .460 | 48  | 61  | .787 | 32  | 84  | 116 | 84   | 31  | 8   | 78  | 94  | 268  |
| 2009                                                                                             | SEA    | 33  | 33  | 1072 | 150  | 324  | .463 | 8   | 30  | .267 | 142 | 294  | .483 | 96  | 106 | .906 | 44  | 73  | 117 | 129  | 50  | 10  | 85  | 119 | 404  |
| 2010                                                                                             | SEA    | 34  | 34  | 988  | 107  | 261  | .410 | 23  | 56  | .411 | 84  | 205  | .410 | 76  | 90  | .844 | 27  | 85  | 112 | 154  | 41  | 9   | 71  | 110 | 313  |
| 2011                                                                                             | SEA    | 33  | 32  | 953  | 118  | 240  | .492 | 18  | 49  | .367 | 100 | 191  | .524 | 78  | 87  | .897 | 25  | 81  | 106 | 97   | 40  | 1   | 90  | 97  | 332  |
| 2012                                                                                             | SEA    | 32  | 32  | 953  | 88   | 236  | .373 | 10  | 52  | .192 | 78  | 184  | .424 | 67  | 78  | .859 | 23  | 74  | 97  | 140  | 38  | 4   | 85  | 88  | 253  |
| 2013                                                                                             | SEA    | 34  | 34  | 1050 | 146  | 332  | .440 | 13  | 46  | .283 | 133 | 286  | .465 | 100 | 117 | .855 | 29  | 98  | 127 | 138  | 38  | 7   | 98  | 90  | 405  |
| 2014                                                                                             | SEA    | 29  | 29  | 743  | 80   | 192  | .417 | 5   | 18  | .278 | 75  | 174  | .431 | 66  | 83  | .795 | 14  | 54  | 68  | 103  | 27  | 4   | 61  | 75  | 231  |
| 2015                                                                                             | NYL    | 34  | 34  | 805  | 89   | 212  | .420 | 12  | 33  | .364 | 77  | 179  | .430 | 60  | 71  | .845 | 22  | 59  | 81  | 119  | 28  | 3   | 73  | 68  | 250  |
| Car                                                                                              |        | 364 | 255 | 8955 | 1027 | 2397 | .428 | 101 | 345 | .293 | 926 | 2052 | .451 | 686 | 813 | .844 | 272 | 712 | 984 | 1127 | 353 | 53  | 788 | 910 | 2841 |
| Notas: J=Juegos; JI=Juegos iniciales; MJ=Minutos jugados; ITC=Intentos de TC; ITL=Intentos de TL |        |     |     |      |      |      |      |     |     |      |     |      |      |     |     |      |     |     |     |      |     |     |     |     |      |

### Por juego
| Año                                                                                              | Equipo | J   | JI  | MJ   | TC  | ITC | TC%  | 3P  | 3PA | 3P%  | 2P  | 2PA | 2P%  | TL  | ITL | TL%  | RBO | RBD | RBT | AST | STL | BLK | TOV | PF  | PTS  |
| ------------------------------------------------------------------------------------------------ | ------ | --- | --- | ---- | --- | --- | ---- | --- | --- | ---- | --- | --- | ---- | --- | --- | ---- | --- | --- | --- | --- | --- | --- | --- | --- | ---- |
| 2005                                                                                             | SEA    | 34  | 8   | 15.5 | 1.4 | 3.1 | .462 | 0.0 | 0.0 | .000 | 1.4 | 3.1 | .467 | 0.7 | 1.1 | .667 | 0.6 | 1.1 | 1.7 | 1.6 | 0.5 | 0.1 | 1.2 | 1.8 | 3.6  |
| 2006                                                                                             | SEA    | 33  | 0   | 15.4 | 1.3 | 3.6 | .353 | 0.1 | 0.4 | .143 | 1.2 | 3.2 | .381 | 1.2 | 1.4 | .844 | 0.6 | 1.2 | 1.8 | 1.2 | 0.3 | 0.1 | 1.6 | 1.6 | 3.8  |
| 2007                                                                                             | SEA    | 34  | 5   | 16.1 | 1.5 | 3.7 | .400 | 0.2 | 0.6 | .273 | 1.3 | 3.0 | .427 | 1.0 | 1.1 | .846 | 0.5 | 0.8 | 1.3 | 2.0 | 0.9 | 0.1 | 1.6 | 1.6 | 4.1  |
| 2008                                                                                             | SEA    | 34  | 14  | 23.8 | 3.2 | 7.4 | .432 | 0.1 | 0.7 | .167 | 3.1 | 6.6 | .460 | 1.4 | 1.8 | .787 | 0.9 | 2.5 | 3.4 | 2.5 | 0.9 | 0.2 | 2.3 | 2.8 | 7.9  |
| 2009                                                                                             | SEA    | 33  | 33  | 32.5 | 4.5 | 9.8 | .463 | 0.2 | 0.9 | .267 | 4.3 | 8.9 | .483 | 2.9 | 3.2 | .906 | 1.3 | 2.2 | 3.5 | 3.9 | 1.5 | 0.3 | 2.6 | 3.6 | 12.2 |
| 2010                                                                                             | SEA    | 34  | 34  | 29.1 | 3.1 | 7.7 | .410 | 0.7 | 1.6 | .411 | 2.5 | 6.0 | .410 | 2.2 | 2.6 | .844 | 0.8 | 2.5 | 3.3 | 4.5 | 1.2 | 0.3 | 2.1 | 3.2 | 9.2  |
| 2011                                                                                             | SEA    | 33  | 32  | 28.9 | 3.6 | 7.3 | .492 | 0.5 | 1.5 | .367 | 3.0 | 5.8 | .524 | 2.4 | 2.6 | .897 | 0.8 | 2.5 | 3.2 | 2.9 | 1.2 | 0.0 | 2.7 | 2.9 | 10.1 |
| 2012                                                                                             | SEA    | 32  | 32  | 29.8 | 2.8 | 7.4 | .373 | 0.3 | 1.6 | .192 | 2.4 | 5.8 | .424 | 2.1 | 2.4 | .859 | 0.7 | 2.3 | 3.0 | 4.4 | 1.2 | 0.1 | 2.7 | 2.8 | 7.9  |
| 2013                                                                                             | SEA    | 34  | 34  | 30.9 | 4.3 | 9.8 | .440 | 0.4 | 1.4 | .283 | 3.9 | 8.4 | .465 | 2.9 | 3.4 | .855 | 0.9 | 2.9 | 3.7 | 4.1 | 1.1 | 0.2 | 2.9 | 2.6 | 11.9 |
| 2014                                                                                             | SEA    | 29  | 29  | 25.6 | 2.8 | 6.6 | .417 | 0.2 | 0.6 | .278 | 2.6 | 6.0 | .431 | 2.3 | 2.9 | .795 | 0.5 | 1.9 | 2.3 | 3.6 | 0.9 | 0.1 | 2.1 | 2.6 | 8.0  |
| 2015                                                                                             | NYL    | 34  | 34  | 23.7 | 2.6 | 6.2 | .420 | 0.4 | 1.0 | .364 | 2.3 | 5.3 | .430 | 1.8 | 2.1 | .845 | 0.6 | 1.7 | 2.4 | 3.5 | 0.8 | 0.1 | 2.1 | 2.0 | 7.4  |
| Car                                                                                              |        | 364 | 255 | 24.6 | 2.8 | 6.6 | .428 | 0.3 | 0.9 | .293 | 2.5 | 5.6 | .451 | 1.9 | 2.2 | .844 | 0.7 | 2.0 | 2.7 | 3.1 | 1.0 | 0.1 | 2.2 | 2.5 | 7.8  |
| Notas: J=Juegos; JI=Juegos iniciales; MJ=Minutos jugados; ITC=Intentos de TC; ITL=Intentos de TL |        |     |     |      |     |     |      |     |     |      |     |     |      |     |     |      |     |     |     |     |     |     |     |     |      |